# Epitonium reticulatum
Epitonium reticulatum is een slakkensoort uit de familie van de Epitoniidae. De wetenschappelijke naam van de soort is voor het eerst geldig gepubliceerd in 1998 door Lee & Wu.